# Страшная воля богов
«Страшная воля богов» (яп. 神さまの言うとおり Ками-сама но иуто:ри) — японский фильм ужасов 2014 года, снятый Такаси Миикэ. Он основан на первой арке манги «По велению высших сил» Мунэюки Канэсиро и Акэдзи Фудзимуры. Фильм был выпущен в США компанией Funimation, в России — «Русским репортажем».

## Сюжет
Старшеклассник Сюн Такахата проводит большую часть своего времени, играя в жестокие видеоигры. Однажды утром в школе он жалуется другу, что его жизнь совершенно скучна, но затем обнаруживает, что вынужден участвовать в игре «Дарума-окоси» (падающий Дарума) со смертью в качестве наказания за поражение. Когда кукла Дарума поворачивается к доске, на её спине появляется кнопка, которую ученики могут попытаться нажать, чтобы завершить игру, но если кукла развернётся и увидит, что кто-то движется, головы этих учеников взорвутся. Из всего класса в этой игре выживает только Сюн.
После игры Сюна находит подруга детства Итика Акимото, и они идут в школьный спортзал. Там они играют с гигантской Манэки-нэко: ученики, одетые мышами, пытаются забросить мяч-колокольчик в обруч, прикреплённый к ошейнику гигантской куклы-кошки, стараясь не попасть ей в рот или под лапы. Победить удалось только с помощью Такэру Амаи, трудного подростка, который, кажется, упивается возможностью увидеть столько смертей и после игры убивает всех остальных выживших, кроме Сюна и Итики. Затем все трое теряют сознание из-за усыпляющего газа, выпущенного гигантской куклой-кошкой. Придя в себя, они обнаруживают, что вместе с другими учениками находятся в комнате внутри гигантского куба, парящего над Токио, перед следующим испытанием.
Следующая игра — это Кагомэ кагомэ, где ученикам нужно с завязанными глазами угадать, какая из четырёх парящих деревянных кукол Кокэси находится за ними, в течение 10 секунд после того, как куклы закончат песенку и остановятся. Если участник не угадает или не успеет вовремя, он будет поражён красным лазером и куклы, используя телекинез, убьют его. Сами Кокэси, проиграв, взрываются; в одной из них оказывается ключ, двери открываются и участники проходят на следующий уровень. Сюн встречает Соко Такасэ и спасает её. Выиграв игру, они воссоединяются с Итикой и Юкио Санадой, которых они спасают от убийства пятым Кокэси, держась за руки.
Эти четверо присоединяются к Эйдзи Оку и Котаро Маэде на следующем уровне, где им нужно использовать полученные ранее ключи, чтобы открыть гигантскую улыбающуюся голову. Амая приносит ещё три ключа и убивает участника, которого привёл с собой. Семеро выживших используют свои ключи, и гигантская голова откатывается, чтобы пропустить участников в туннель к следующему испытанию. Игра транслируется на больших телеэкранах на улицах города. Следующая игра — Сирокума, белый полярный медведь в замороженной комнате. Ученики должны честно ответить на вопросы белого медведя. Если хоть кто-то соврёт, участники должны будут угадать, кто лжец и указать на него. Указанного лжеца убивает белый медведь. Соко и Юкио погибают. Сюн вскоре понимает, что настоящий лжец в игре — медведь, и что на самом деле он чёрный. Так он выигрывает игру и проходит дальше вместе с другими четырьмя учениками.
Финальная игра, представленная матрёшкой, — это игра в бочку, которая должна быть завершена до захода солнца. Оставшиеся пятеро тянут жребий, и тот, кто получает красную палочку, играет «Дьявола» (водящего). Дьявол должен сбить со стены жестяную банку и установить её в центре арены, пока другие игроки прячутся. Дальше он должен найти, посмотреть в глаза и назвать по имени каждого игрока. Пойманных нужно закрыть в камере. Любой игрок может спасти уже пойманных товарищей, если пнёт банку, установленную водящим, но она взорвётся и убьёт ближайших игроков. Выигрывают непойманные участники. Водящий выигрывает, если поймает хотя бы троих участников. Такэру получил красную палочку, и вскоре трое учеников были пойманы. Оставшийся Сюн, пытаясь найти способ освободить их, находит доспехи, надевает их якобы, чтобы скрыть глаза, но в итоге приковывает Такэру цепью к доспехам и падает в море, пытаясь утянуть того за собой. Пока Такэру тянет доспехи вверх, чтобы не упасть в море, Сюн выбирается из них и поднимается по стене. Оба мчатся к банке, и Сюну удаётся пнуть её первым, тем самым заканчивая игру. Матрёшка рассказывает, что на самом деле обещанный взрыв — ложь, что это было простое развлечение и никто из них не погибнет, проиграв игру. Матрёшки поздравляют игроков с победой, прохождением всех этапов и угощают мороженым. Ребята расслабляются, и Сюн зовет Итику на свидание. Однако мороженое оказывается пророческим: на палочке каждой порции написана судьба едока: Сюн и Такэру узнают, что остаются в живых, а Итику, Эйдзи и Котаро лазером убивает матрёшка. Сюн и Такэру выходят на вершину куба и видят под собой толпу людей, приветствующих их. В это же время хикикомори, наблюдавший за ними всё это время по телевизору, выходит из своего дома, собираясь спасти мир.
Такэру ликует, а Сюн в отчаянии от произошедшего говорит, что Бога нет. Одна из матрёшек поправляет его, говоря о том, что бог многолик, и указывает ему на бродягу, который также был наблюдателем этих игр.

## В ролях
- Сота Фукуси — Сюн Такахата
- Хирона Ямадзаки — Итика Акимото
- Рюноскэ Камики — Такэру Амая
- Мио Юки — Сёко Такасэ
- Сёта Сомэтани — Сатакэ
- Дзинги Ириэ — Эйдзи Оку
- Рёсукэ Ямамото — Микинори Тайра
- Минори Хагивара — Юми Таоко
- Сасукэ Оцуру — Юкио Санада
- Наото Такахаси — Котаро Маэда
- Нидзиро Мураками — Харухико Ёсикава
- Лили Фрэнки — бездомный мужчина / Бог
- Нао Омори — Такуми
- Дори Сакурада — президент класса (камео)
- Ацуко Маэда — Манэки-нэко (голос)
- Цутому Ямадзаки — Сирокума (голос)

## Кассовые сборы
Фильм заработал 1,5 миллиона долларов в Японии в первые выходные ноября.

## Противоречия
Южнокорейский сериал «Игра в кальмара» был обвинён в плагиате фильма, поскольку оба они связаны с детскими играми, где наказание за проигрыш — смерть. Однако режиссер Хван Дон Хёк заявил, что написал сценарий сериала в 2009 году (за 5 лет до выхода фильма), заявив: «Да, отмеченные сходства являются чисто случайными, и ни с одной из сторон не было копирования».